# Eric Shanower
Eric James Shanower (Key West, Flórida, 23 de outubro de 1963) é um desenhista e escritor americano, conhecido por seus trabalhos relacionados ao livro The Wonderful Wizard of Oz e suas sequências, incluindo uma bem-sucedida série de graphic novels ilustradas por Skottie Young que a Marvel Comics vem publicando anualmente desde 2009. Atualmente, Shanower também dedica-se à revista Age of Bronze, em que narra os eventos históricos da Guerra de Troia.

## Biografia
Shanower nasceu na Flórida, em 23 de outubro de 1963 e em 1981, após formar-se na Novato High School, passou a frequentar a The Kubert School, de onde sairia formado em 1984, para começar a trabalhar profissionalmente como cartunista.

### Início da carreira eOz
A partir de 1986, e até 1992, Shanower começou a publicar uma elogiada série de graphic novels adaptando os livros The Enchanted Apples of Oz, The Secret Island of Oz, The Ice King of Oz, The Forgotten Forest of Oz e The Blue Witch of Oz. Integralmente escritas e desenhadas por ele, as adaptações seriam publicadas pelas editoras americanas First Comics e Dark Horse Comics, e posteriormente reunidas num único volume encadernado pela IDW Publishing, intitulado Adventures in Oz.
O reconhecimento pelo trabalho nos quadrinhos levou Shanower a ser convidado para escrever o livro The Giant Garden of Oz, situado no mesmo universo, e ser o ilustrador de inúmeros livros tratando do universo de Oz, como The Wicked Witch of Oz de Rachel Cosgrove Payes, The Rundelstone of Oz de Eloise Jarvis McGraw, The Runaway in Oz de John R. Neill, The Third Book of Oz de L. Frank Baum e Paradox in Oz e The Living House of Oz, de Edward Einhorn.

### Décadas de 1990 e 2000:Age of Bronze
Durante a década de 1990, Shanower ilustrou algumas histórias curtas - Em 1990, para a Marvel Comics, desenhou The Elsewhere Prince; Em 1993, An Accidental Death para a Fantagraphics; e em 1995, Prez: Smells Like Teen President, para a Vertigo/DC Comics. - e teve a ideia de recontar a Guerra de Troia utilizando os quadrinhos americanos como mídia, combinando "a miríade de mitos gregos com o que dizem os registros arqueológicos", recontando a Ilíada sob um ponto de vista "autentica e detalhadamente histórico". Após extensa pesquisa bibliográfica, que incluiu as escavações de Heinrich Schliemann e o livro Studia Troica, Shanower lançou em 1998, pela Image Comics, a revista Age of Bronze. Das 31 edições já lançadas, as 26 primeiras já foram reunidas em volumes encadernados, intitulados A Thousand Ships, Sacrifice e Betrayal, Part One. Estes três volumes são os primeiros de sete planejados, que, uma vez completados, retratarão toda a história da guerra, de forma realista, sem incluir deuses ou criaturas mitológicas - Quíron, por exemplo, é retratado como um humano e não como um centauro.

### Atualidade: Retorno àOz
Shanower tem escrito para a a Marvel Comics desde 2008 minisséries que adaptam os livros de Oz escritos por L. Frank Baum seguindo a ordem original de publicação. Skottie Young tem atuado como o desenhista e as três primeiras adaptações já foram concluídas - The Wonderful Wizard of Oz em 2008, The Marvelous Land of Oz em 2009 e Ozma of Oz em 2010 - com um quarto volume já anunciado para 2011.

### Vida pessoal
Shanower e seu parceiro David Maxine vivem em San Diego, Califórnia, onde dirigem a Hungry Tiger Press, empresa fundada em 1994 e dedicada à publicação de livros, gibis e CDs relacionados ao universo de Oz.

## Prêmios e indicações
Por Age of Bronze, Shanower foi múltiplas vezes indicado ao Eisner Award nas categorias "Melhor Escritor/Artista" e "Melhor Série Continuada", tenho sido o vencedor, em 2001 e em 2003, da primeira. Wonderful Wizard of Oz, por sua vez, venceu o prêmio na categoria "Melhor Minissérie" em 2010
A antologia How Beautiful the Ordinary: Twelve Stories of Identity, dedicada à temas LGBT, na qual Shanower foi o autor da história curta Happily Ever After, foi indicada para o Lambda Literary Award na categoria "Literatura LGBT para Crianças/Jovens Adultos".